# ملكة جمال الولايات المتحدة الأمريكية 1984
ملكة جمال الولايات المتحدة الأمريكية 1984 (بالإنجليزية: Miss USA 1984)‏ هي النسخة الثالثة والثلاثين من مسابقة ملكة جمال الولايات المتحدة الأمريكية منذ انطلاقتها عام 1952، عقدت المسابقة في قاعة ليكلاند سيفيك أوديتوريوم، ليكلاند ، فلوريدا في 17 مايو 1984 في ختام المسابقة توجت ماي شانلي ملكة جمال الولايات المتحدة الأمريكية 1984من قبل صاحبة اللقب المنتهية ولايتها جولي حايك. استضاف المسابقة بوب باركر. كانت هذه هي المرة الأولى التي تقام فيها المسابقة في فلوريدا منذ عام 1971 ، وهي المرة الأخيرة التي أقيمت فيها المسابقة في منزلها القديم في ميامي بيتش.

## النتائج

### المراكز النهائية
| النتائج النهائية                          | المتنافسة |
| ----------------------------------------- | --- |
| ملكة جمال الولايات المتحدة الأمريكية 1984 | - نيو مكسيكو - ماي شانلي |
| الوصيفة الأولى                            | - فرجينيا الغربية - كيلي أندرسون                                                                                              |
| الوصيفة الثانية                           | - تينيسي - ديزيريه دانيلز |
| الوصيفة الثالثة                           | - ميزوري - ساندرا بيرسيفال |
| الوصيفة الرابعة                           | - مقاطعة كولومبيا - ستيفاني ليمنيغ                                                                                            |
| أفضل 10                                   | - إلينوي - لافون ميسيل - كارولاينا الشمالية - كوكي نواك - أوكلاهوما - جوليا موردوك - أوريغون - ديبي إيبرسون - تكساس - لورا شو |

## المتسابقات
قائمة الولايات والمندوبات المشاركات في مسابقة ملكة جمال الولايات المتحدة الأمريكية 1984:
| - ألاباما - كيلي فلاورز - ألاسكا - شيري ماكنيلي - أريزونا - داريا سبارلينغ - أركنساس - شيلي بويد - كاليفورنيا - تيريزا رينغ - كولورادو - ميشيل أندرسون - كونيتيكت - لين سكالو - ديلاوير - دينيس لينيك - مقاطعة كولومبيا - ستيفاني ليمينغ - فلوريدا - ستايسي هاسفوردر - جورجيا - جين بوتيت - هاواي - بونا ستيلمان - أيداهو - فالنسيا بيليو - إلينوي - لافون ميسيل - إنديانا - سوزان ويلاربو - آيوا - ميشيل بوازفيرت - كانساس - إليزابيث جونسون - كنتاكي - تامي ميلينديز - لويزيانا - روسان جوردان - مين - فيكي لين جاي - ماريلند - بيتسي كوك - ماساتشوستس - ديبورا نيري - ميشيغان - أدريانا كرامبيك - مينيسوتا - مارثا مورك - مسيسيبي - كارلا غرين - ميزوري - ساندرا بيرسيفال | - مونتانا - كريستي أوغرين - نبراسكا - جوني راندال - نيفادا - دونا لي ماكنيل - نيوهامبشير - ديان جادوري - نيوجيرسي - ديان إيفريت كوالتر - نيومكسيكو - ماي شانلي - نيويورك - كارولينا فلوري - كارولاينا الشمالية - كوكي نواك - داكوتا الشمالية - سوزان لويس - أوهايو - روزي إروين - أوكلاهوما - جوليا موردوك - أوريغون - ديبي إبرسون - بنسيلفانيا - تينا أولبرايت - رود آيلاند - ديبي موري - كارولاينا الجنوبية - جينجر غري - داكوتا الجنوبية - دونا سميث - تينيسي - ديزيريه دانيلز - تكساس - لورا شو - يوتا - ميشيل لين براون - فيرمونت - سو أوبراين - فيرجينيا - ليا راش - واشنطن - سو جريش - فيرجينيا الغربية - كيلي ليا أندرسون - ويسكونسن - تمارا سو شوف - وايومنغ - شيريل روسون |

## روابط خارجية
- موقع ملكة جمال الولايات المتحدة الأمريكية الرسمي